# Officium
Officium – album muzyczny nagrany w 1994 r. przez norweskiego saksofonistę Jana Garbarka oraz kwartet wokalny The Hilliard Ensemble (nr kat.: EMC New Series 1525 445 369-2).

## Wykonawcy
- Jan Garbarek Garbarek, saksofon sopranowy i tenorowy
- The Hilliard Ensemble – kwartet wokalny w składzie:
  - David James, kontratenor
  - Rogers Covey-Crump, tenor
  - John Potter, tenor
  - Gordon Jones, baryton

## Utwory
1. Parce mihi domine – Cristóbal de Morales (1500-1553), 6:42[3]
2. Primo tempore – czeski anonim z XIV w., 8:03
3. Sanctus – czeski anonim z XIV w., 4:44
4. Regnantem sempiterna – anonim gregoriański, 5:36
5. O salutaris hostia – Pierre de la Rue (1460-1518), 4:34
6. Procedentem sponsum – węgierski anonim z XV w., 2:50
7. Pulcherrima rosa – czeski anonim z XV w., 6:55
8. Parce mihi domine – Cristóbal de Morales, 5:35
9. Beata viscera – magister Perotinus (ok. 1200 r.), 6:34
10. De spineto nata rosa – angielski anonim z XIV w., 3:30
11. Credo – czeski anonim z XIV w., 2:06
12. Ave maris stella – Guillaume Dufay (1397-1474), 4:14
13. Virgo flagellatur – anonim z Sarum, 5:19
14. Oratio Ieremiae Prophetae – anonim gregoriański, 5:00
15. Parce mihi domine – Cristóbal de Morales, 6:52

## Opis
Album został nagrany przez wytwórnię ECM nie w studiu, lecz w klasztorze św. Gerolda w austriackich Alpach, dzięki czemu płyta nabrała szczególnego brzmienia naturalnej akustyki. Producentem i pomysłodawcą płyty jest Manfred Eicher, który w takim samym stopniu, jak muzycy, przyczynił się do jej kształtu artystycznego. To dzięki niemu doszło do spotkania kwartetu The Hilliard Ensemble specjalizującego się w dawnej muzyce średniowiecznej i jazzującego saksofonisty Jana Garbarka. Wybrane utwory to napisane w XIV i XV w. pieśni sakralne. Na płycie Officium spotkały się dwa muzyczne światy oddalone o pięć stuleci: średniowieczne wzniosłe chorały i motety wykonywane a cappella oraz swobodne XX-wieczne improwizacje na saksofonie. Z jednej strony niesie ze sobą religijną ekstazę, z drugiej zaś wplata we frazy nieistniejący w średniowieczu saksofon tak umiejętnie, że odnosimy wrażenie, jakby tam od zawsze był.
Muzyka ta okazała się wybitnym muzycznym wydarzeniem lat 90., trafiającym zarówno do koneserów jazzu, jak i do słuchaczy muzyki poważnej. Płyta została przyjęta entuzjastycznie przez krytyków i publiczność. Odniosła przy tym duży sukces komercyjny, sprzedając się w milionach egzemplarzy w Europie i za oceanem. Garbarek i The Hilliard Ensemble spotkali się w studiu nagraniowym ponownie, wydając w 1999 r. dwupłytowy album Mnemosyne.
W roku 2010, nakładem wytwórni ECM ukazał się kolejny wspólny albumu artystów (Officium Novum), efekt trzeciego ich spotkania w klasztorze św. Gerolda.